# Seehorn (berg)
Seehorn är ett berg i Österrike.   Det ligger i distriktet Zell am See och förbundslandet Salzburg, i den centrala delen av landet, 270 km väster om huvudstaden Wien. Toppen på Seehorn är 2 321 meter över havet, eller 382 meter över den omgivande terrängen. Bredden vid basen är 2,4 km.
Terrängen runt Seehorn är bergig åt nordväst, men åt sydost är den kuperad. Närmaste större samhälle är Saalfelden am Steinernen Meer, 10,0 km söder om Seehorn. 
Trakten runt Seehorn består i huvudsak av gräsmarker. Runt Seehorn är det ganska glesbefolkat, med 34 invånare per kvadratkilometer.